# Spiraea formosana
Spiraea formosana är en rosväxtart som beskrevs av Bunzo Hayata. Spiraea formosana ingår i släktet spireor, och familjen rosväxter. Inga underarter finns listade i Catalogue of Life.